# Paspalum gardnerianum
Paspalum gardnerianum är en gräsart som beskrevs av Christian Gottfried Daniel Nees von Esenbeck. Paspalum gardnerianum ingår i släktet tvillinghirser, och familjen gräs. Inga underarter finns listade i Catalogue of Life.